# Savignya
Savignya é um género botânico pertencente à família Brassicaceae. 